# گاوسهره قهوه‌ای
گاوسهره قهوه‌ای (نام علمی: Pyrrhula nipalensis) گونه‌ای از پرندگان خانواده سهرگان راستین Fringillidae است که در بوتان، چین، هند، مالزی، میانمار، نپال، پاکستان، تایوان و ویتنام یافت می‌شود. زیستگاه طبیعی آن جنگل‌های معتدل و جنگل‌های کوهستانی نمناک نیمه‌گرمسیری یا گرمسیری است.
گاوسهره قهوه‌ای نسبتاً کوچک ۱۶٫۵ سانتیمتر (۶٫۵ اینچ)، پرنده‌ای با سر، پشت و سینه مایل به خاکستری است. رژیم غذایی آن شامل آجیل و مخروطیان بومی است. در بوتان یا ویتنام، ممکن است به صورت جفت یا گروهی دیده شود. اطلاعات کمی دربارهٔ این گونه وجود دارد.